# 와카마쓰촌 (이바라키현)
와카마쓰촌(若松村)은 이바라키현 가시마군에 설치되었던 촌이다. 1956년 2월 15일 와카마쓰촌의 일부가 가미스촌으로 편입합병되고, 나머지 일부는 하사키정에 편입합병되고 폐지되었다.